# Сомерсет, Генри, 7-й герцог Бофорт
Генри Чарльз Сомерсет (англ. Henry Charles Somerset; 5 февраля 1792 — 17 ноября 1853, Бадминтон-хаус, Глостершир, Великобритания) — английский аристократ, 7-й герцог Бофорт, 9-й маркиз Вустер, 13-й граф Вустер, 15-й барон Герберт и 7-й барон Ботетур с 1835 года (до 1803 года носил титул учтивости граф Гламорган, в 1803—1835 годах — маркиз Вустер), кавалер ордена Подвязки. В 1812—1814 годах воевал на Пиренейском полуострове под командованием герцога Веллингтона, позже заседал в Палате общин.

## Биография
Генри Сомерсет родился 5 февраля 1792 года и стал старшим сыном Генри Сомерсета, впоследствии 6-го герцога Бофорта, и его жены Шарлотты Софии Левесон-Гоуэр. В июне 1811 года Генри, носивший тогда титул учтивости маркиз Вустер, был произведён в корнеты 10-го гусарского полка. В августе того же года он стал лейтенантом 14-го легкого драгунского полка, а в сентябре был переведён обратно в 10-й гусарский полк. Маркиз служил адъютантом герцога Веллингтона в Португалии и Испании в 1812—1814 годах. В октябре 1815 года он был переведён в 7-й гусарский полк.
В 1813—1831 годах Сомерсет заседал в Палате общин от округа Монмут-Боро, поддерживая партию тори. В 1816—1819 годах он был лордом Адмиралтейства в правительстве лорда Ливерпуля. В 1819 году он получил чин капитана 37-го пехотного полка, а в декабре того же года — чин майора. На парламентских выборах 1831 года Сомерсет проиграл в Монмут-Боро Бенджамину Холлу, но этот результат был отменён, и маркиз снова занял своё место в Палате общин. На выборах 1832 года он окончательно проиграл Холлу. В 1834 году Сомерсет был назначен подполковником-комендантом глостерширских йоменов. В 1835 году на парламентских выборах он был избран от Западного Глостершира, но покинул Палату общин в ноябре того же года, когда после смерти отца стал 7-м герцогом Бофортом. В 1836 году он был назначен верховным стюардом Бристоля, а в апреле 1842 года стал кавалером Ордена Подвязки.
Герцог Бофорт умер в 1853 году в возрасте 61 года в Бадминтон-хаусе, Глостершир, и был похоронен в местной церкви Святого Михаила и всех Ангелов.

## Семья
25 июля 1814 года герцог женился на Джорджиане Фредерике Фицрой, дочери Генри Фицроя и Энн Уэлсли (сестры герцога Веллингтона). В этом браке родились три дочери:
- Шарлотта Августа Фредерика (1816—1850), жена барона Филиппа фон Неймана;
- Джорджиана Шарлотта Энн (1817—1884), жена Кристофера Бетелл-Кодрингтона[5];
- Энн Гарриет Шарлотта (1819—1877), жена полковника Филиппа Джеймса Дорсета[6].

После смерти жены в 1821 году маркиз Вустер женился 29 июня 1822 года на её единоутробной сестре Эмили Фрэнсис Смит, дочери Энн Уэлсли от Чарльза Каллинга Смита. В этом браке родились один сын и шесть дочерей:
- Генри Чарльз Фицрой (1824—1899), 8-й герцог Бофорт;
- Эмили Бланш Шарлотта (1828—1895), жена Джорджа Хей-Драммонда, 12-го графа Киннулла;
- Роза Каролина Мэри (1829—1885), жена капитана Фрэнсиса Фредерика Ловелла;
- Генриетта Луиза Присцилла (1831—1863), жена Джона Моранта;
- Джеральдина Харриет Энн (1832—1915);
- Кэтрин Эмили Мэри (1834—1914), жена Артура Уолша, 2-го барона Орматуэйта;
- Эдит Фрэнсис Вильгельмина Сомерсет (1838—1915), жена Уильяма Денисона, 1-го графа Ландсборо.